# Тунель Форт-Каннінг

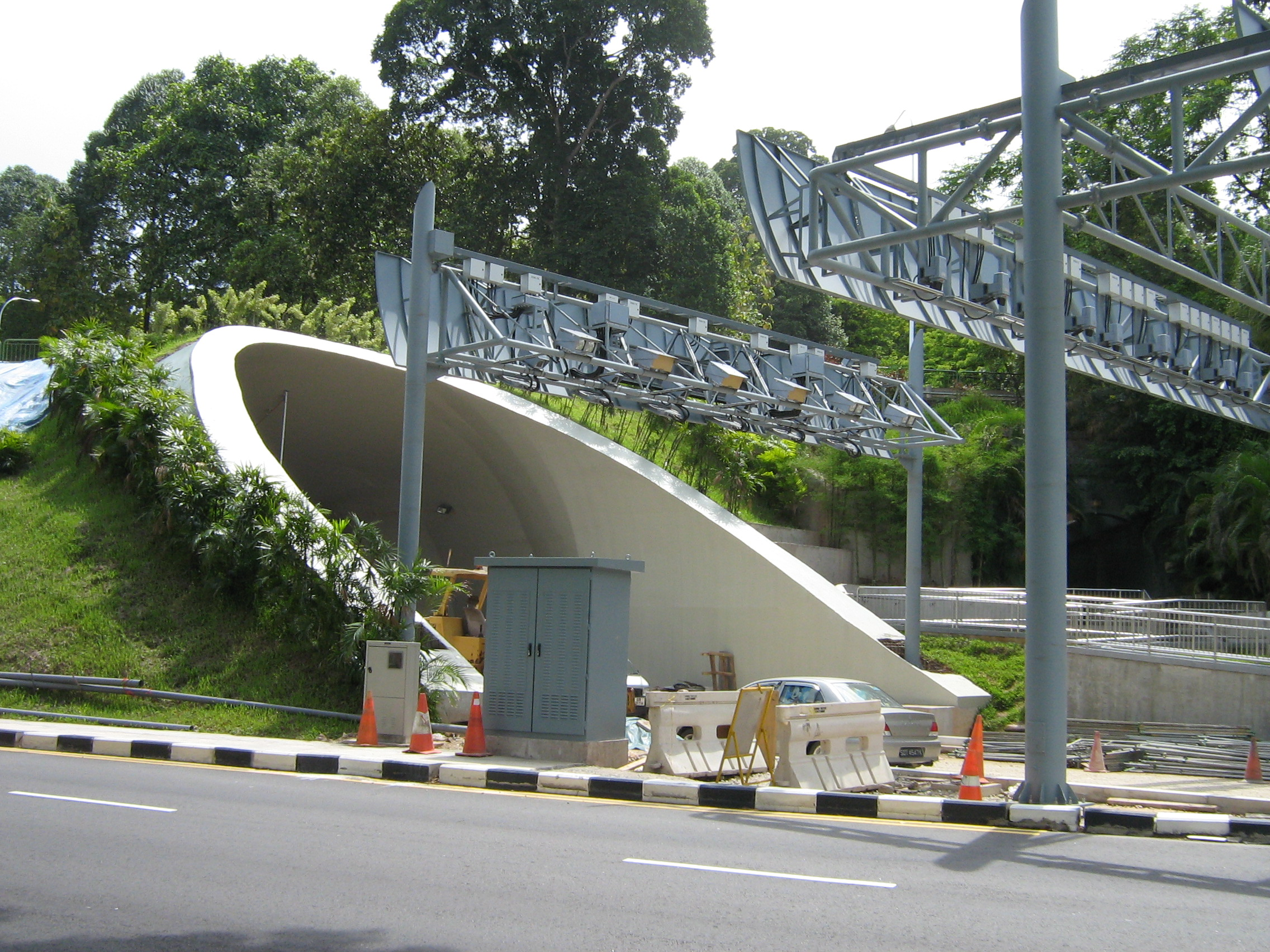
Тунель Форт-Каннінг у стадії завершення в листопаді 2006 року

Тунель Форт-Каннінг, скорочено FCT,  - автомобільний тунель у центральній частині Сінгапуру. 

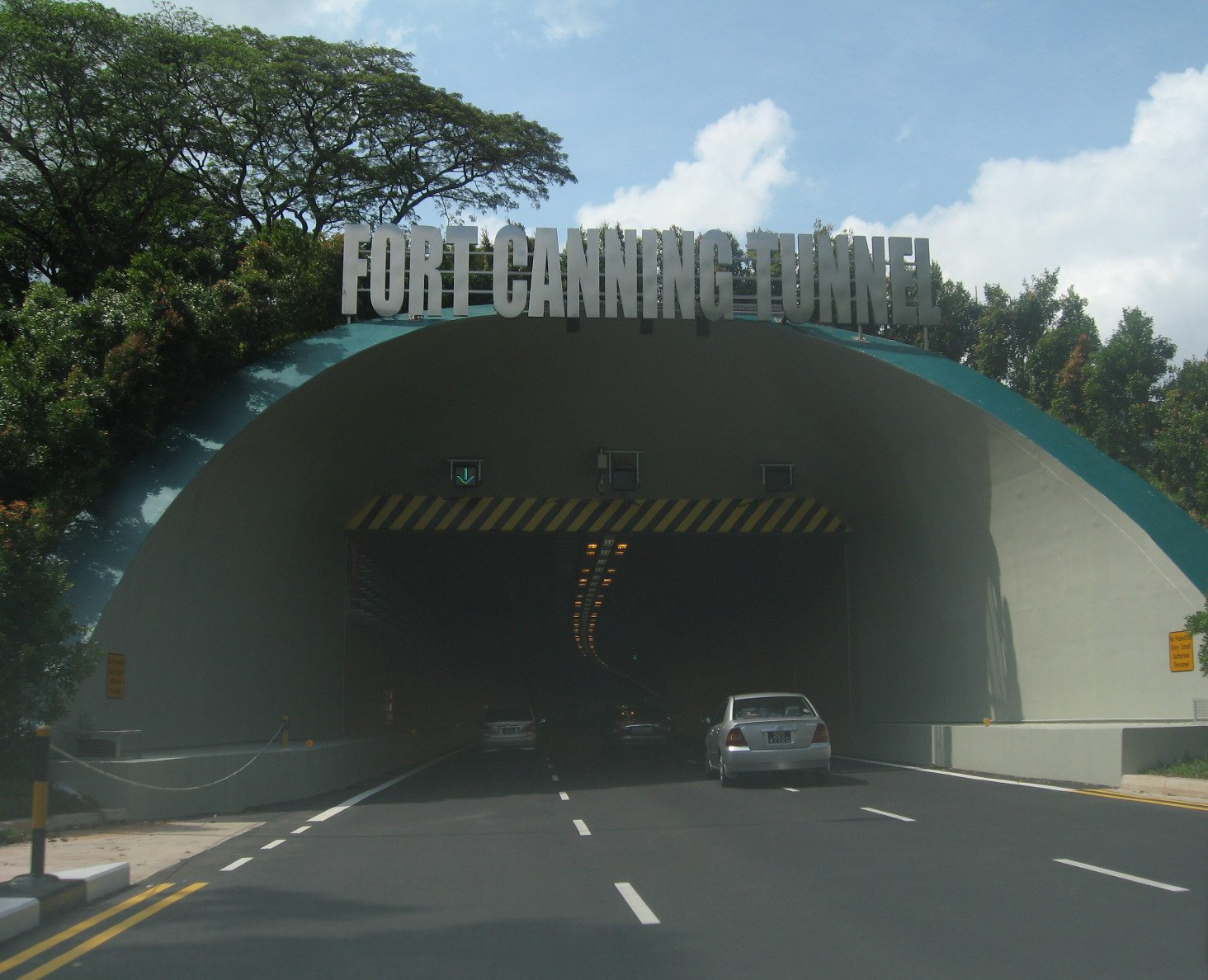
Тунель Форт-Каннінг

Окрім використання відносно нових технічних прийомів, особливу увагу було зроблено для мінімізації впливу на довкілля навколишнього парку Форт-Каннінг під час будівництва. Початковий контракт на проект FCT був укладений з Sato Kogyo за 25,95  мільйонів сінгапурських доларів. 
29 вересня 2006 р. Під час Всесвітньої конференції доріг 2006 року в Сінгапурі відбувся один із чотирьох технічних турів, організованих Департаментом наземного транспорту та Асоціацією інженерів-консультантів . 

## Опис

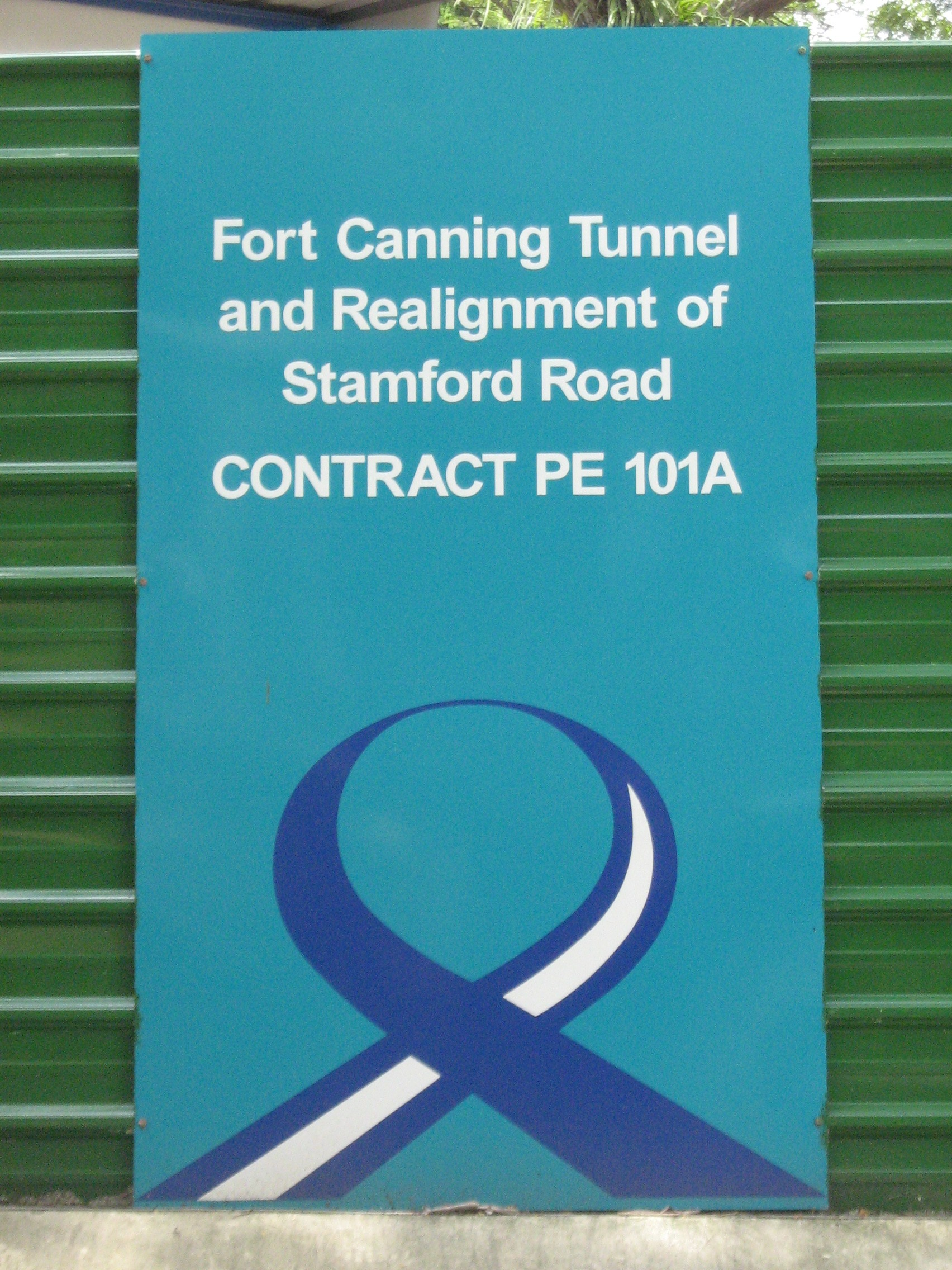
Вивіска з інформацією про контракт FCT

### Особливості
Тунель є частиною 500-метрової нової трисмугової дороги, що має довжину 350 м . Тунель не має протипожежних виходів через відносно невелику відстань.  Встановлено 4 телекамери закритого контуру, 2 з яких знаходяться всередині тунелю. 

## Обґрунтування
Проект FCT базувався на планах Управління міського розвитку.  Понад 3000 автомобілів проходять через вулицю Стамфорд щогодини протягом пікових періодів.  За старою схемою руху автомобілісти зупинялися на 2 світлофорах з повільною швидкістю, що зробило територію схильною до заторів .  З огляду на збільшення руху транспорту, був запропонований проект тунелю, щоб автомобілісти могли обходити декілька транспортних розв’язок.  Тунель скорочує час подорожі з 5 хвилин до 18 секунд. 

## Будівництво

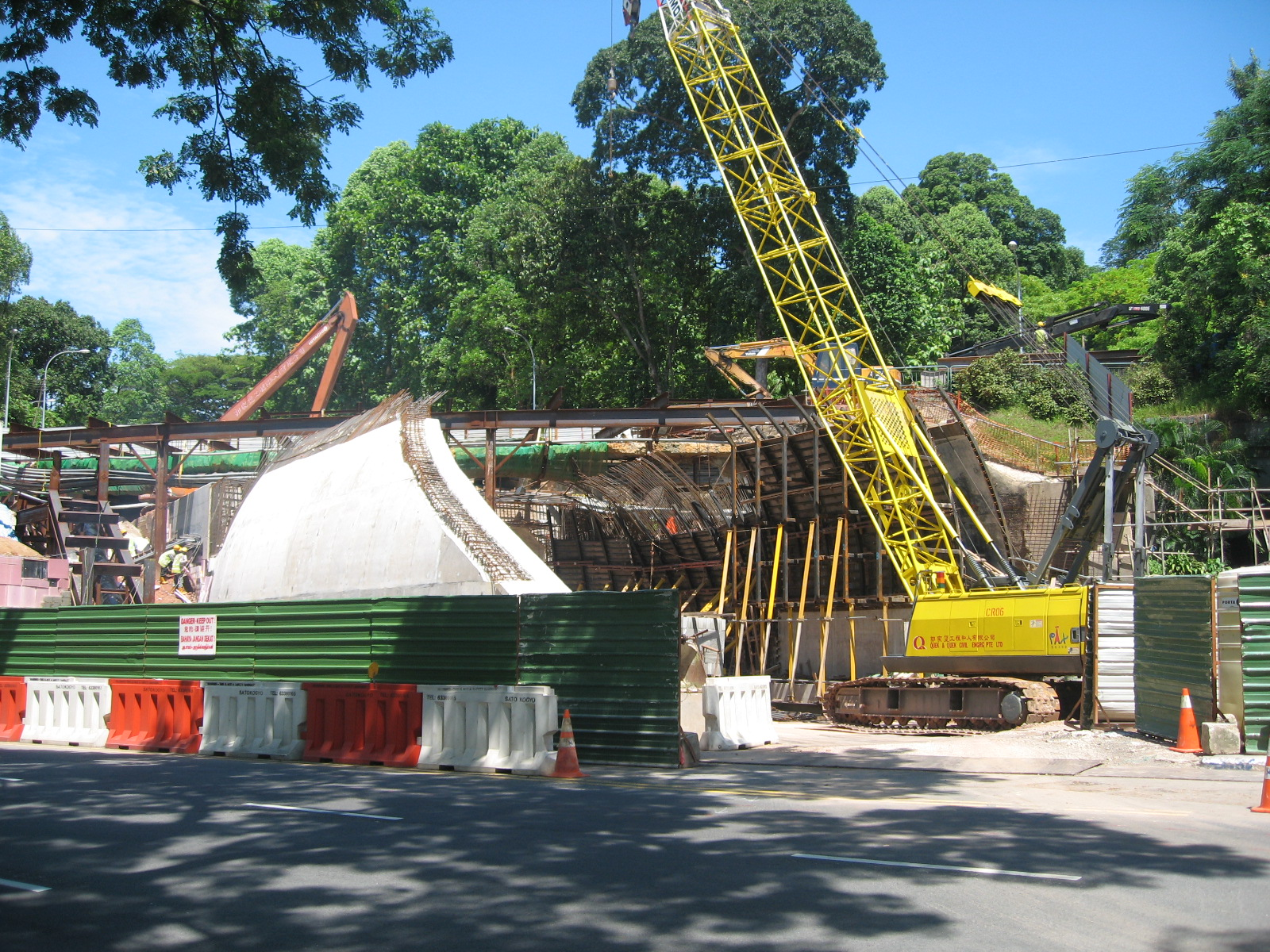
Тунель Форт-Каннінг у процесі будівництва в травні 2006 року

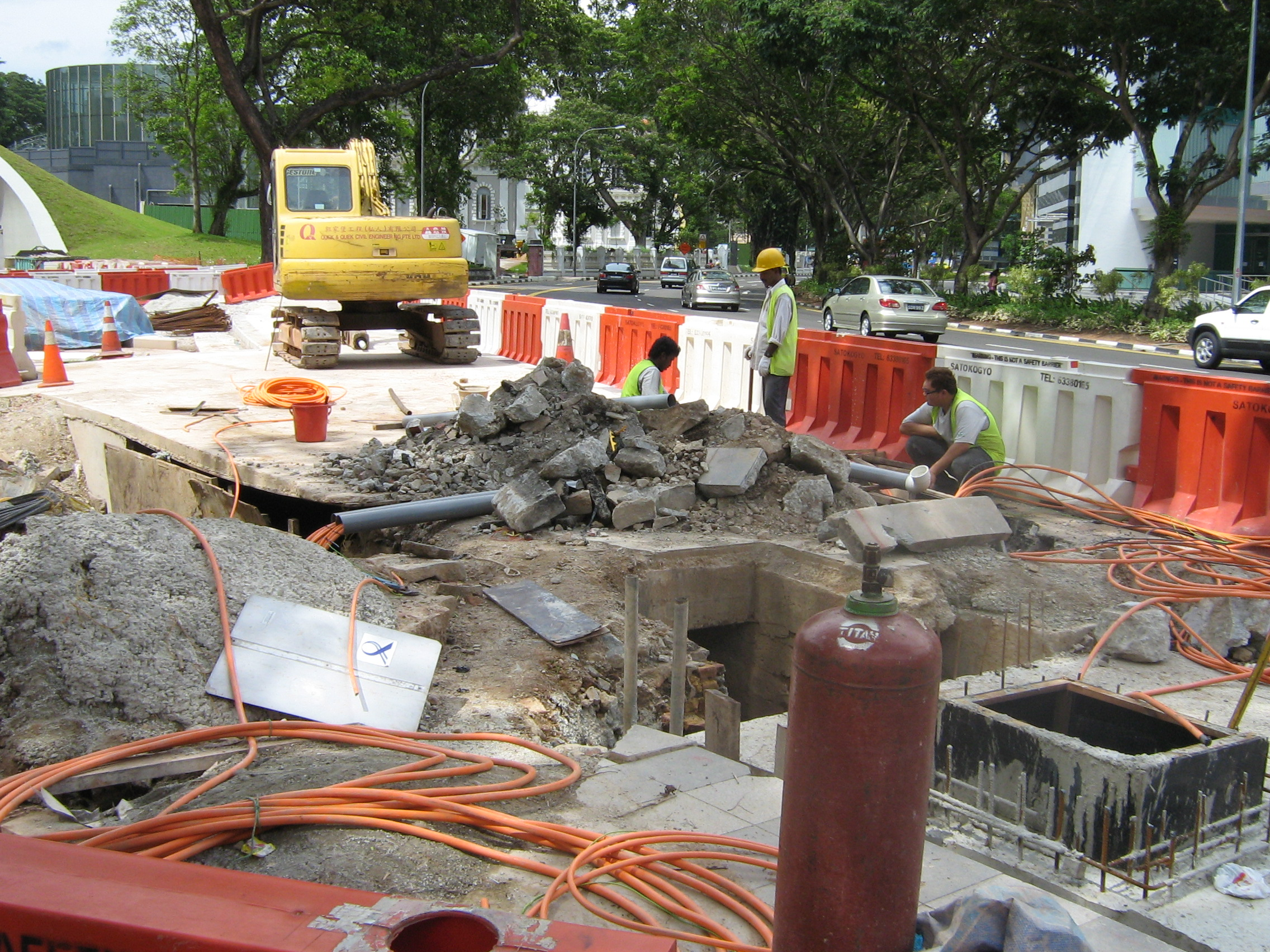
Робітники встановлюють труби біля входу в тунель

Будівництво FCT розпочалося в жовтні 2003 року , тунель було відкрито 16 січня 2007 року , незважаючи на початкові плани побудови до кінця 2006 року.  Спочатку вартість проекту була встановлена у розмірі 25,95 мільйонів сінгапурських доларів.   млн.  але це збільшилося до 34 мільйонів  і, врешті-решт, до 40 мільйонів сінгапурських доларів. 

### Спосіб будівництва
180 м тунелю було побудовано за допомогою інженерної техніки, відомої як новоавстрійський метод (NATM),  який подібний до видобутку.  Команда будівельників встановлювала сталеві труби в якості опори, виконувала торкретування, встановлювала 2 шари арматурних сіток, решітку балок і водонепроникну ПВХ мембрану.  FCT є першим сингапурським дорожнім тунелем, який використовує цей метод, який врятував щонайменше 22 дерева у парку Форт Кеннінг  включаючи 50-річне дерево.  Проект FCT не вплинув на жодне із визначених «Дерев спадщини».  Інша частина тунелю була побудована за більш дешевим та традиційним методом. 